# Miscelatore statico

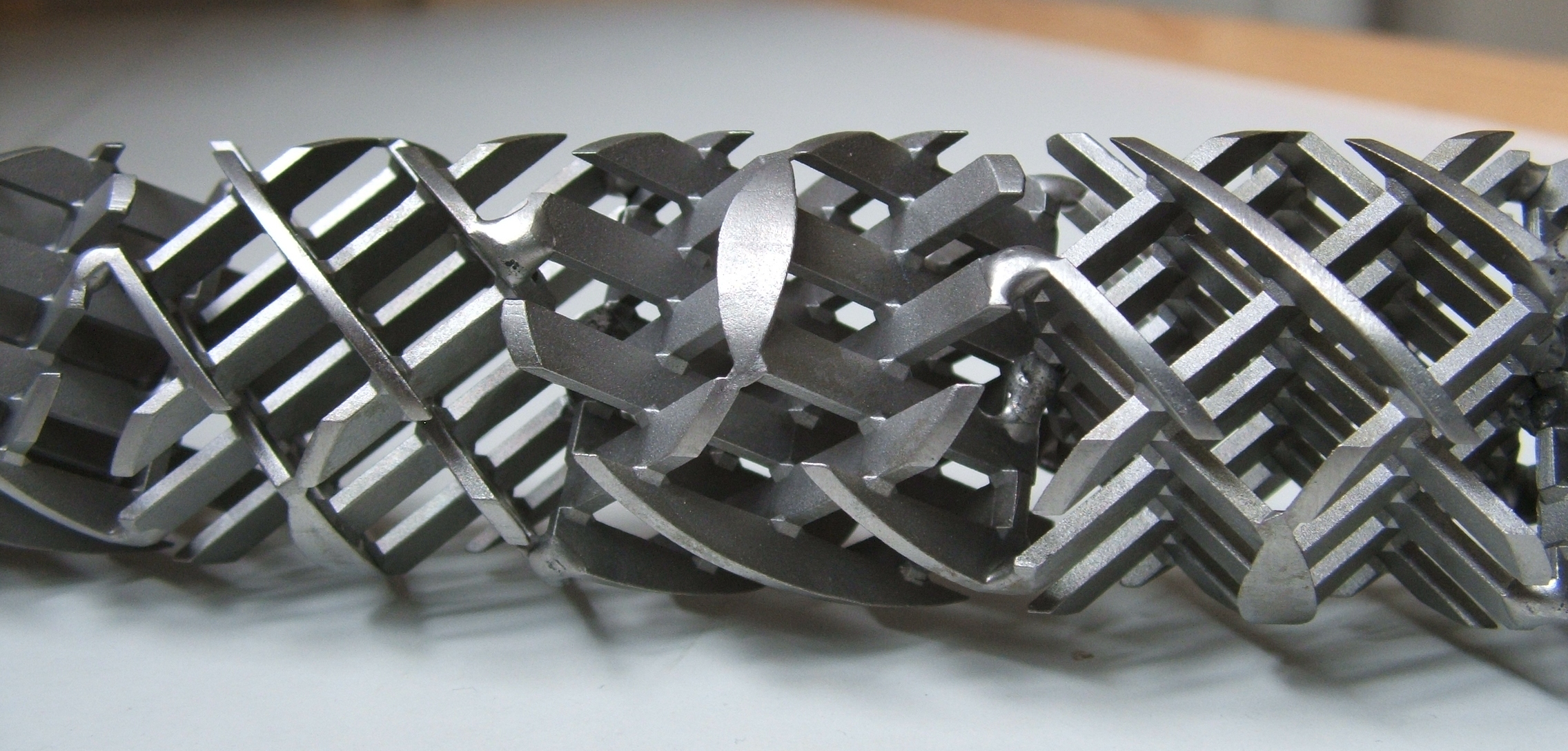
Miscelatore statico in acciaio inox

Un miscelatore statico è un'apparecchiatura utilizzata per miscelare tra di loro due correnti fluide (in genere liquidi).

## Descrizione
Un miscelatore statico è costituito da vari elementi (in materiale polimerico o metallico) che vengono ancorati alla tubazione, che può avere un diametro dai 6 mm ai 6 metri: quindi possono essere impiegati sia su scala di laboratorio sia su scala industriale. In genere vengono costruiti in acciaio, polipropilene, politetrafluoroetilene, polivinildenfluoruro oppure poliossimetilene.
Gli elementi di cui è composto un mixer statico possono avere svariate forme: in genere formano delle strutture variamente "intrecciate" oppure elicoidali. Le due correnti fluide convogliate nella tubazione, incontrando questi elementi fissi, subiscono delle variazioni di direzione repentine e vengono ad incontrarsi tra di loro, miscelandosi.

## Impieghi
I miscelatori statici possono essere utilizzati per migliorare sia lo scambio di materia (cioè per avere una concentrazione più uniforme) sia lo scambio di calore (cioè per avere una temperatura più uniforme).
I miscelatori statici sono utilizzati spesso nel caso di liquidi viscosi. L'efficacia della miscelazione aumenta all'aumentare del numero di elementi di cui è composto il miscelatore statico, e dipende inoltre dalla grandezza del condotto e dalle proprietà fluidodinamiche dei fluidi, tra cui la viscosità.
L'impiego di tali dispositivi è svantaggioso per lunghe condotte e nel caso di moto molto turbolento, a causa delle elevate perdite di carico.